# Lower Boddington
Lower Boddington es un pueblo del distrito de South Northamptonshire, en el condado de Northamptonshire (Inglaterra). Forma parte, junto con Upper Boddington, de la parroquia civil de Boddington. 
| 227                         | 249 | - | 367 | 324 | 327 | - | - | 238 | 212 | 190 | 164 | 181 | 127 |
| (Fuente: Vision of Britain) |     |   |     |     |     |   |   |     |     |     |     |     |     |